# Список губернаторов Айдахо
Губерна́тор Айда́хо — глава исполнительной власти и главнокомандующий национальной гвардией штата Айдахо. В обязанность губернатора входит контроль за исполнением законов штата и применение либо отклонение законопроектов, выдвигаемых легислатурой штата.
Губернаторы территории Айдахо назначались непосредственно президентом США. Четверо назначенных губернаторов не вступили в должность, уйдя в отставку до приезда на территорию. Губернаторами штата Айдахо были 32 человека. Самый короткий срок пребывания в должности был у первого губернатора Джорджа Шупа, а самый длинный — у Сесила Эндрюса (14 лет). Четверо губернаторов ушли в отставку до официального окончания полномочий. Находясь в должности, никто из губернаторов не скончался. Среди губернаторов штата 20 были республиканцами, 12 — демократами. С 7 января 2019 года должность занимает Брэд Литтл, срок его полномочий истекает в январе 2023 года.

## Губернаторы
Легенда:

 Член Республиканской партии
 Член Демократической партии
 Нет данных

### Губернаторы территории Айдахо

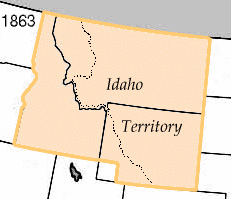
Территория Айдахо на момент образования (помечена абрикосовым цветом); пунктирной линией обозначена бывшая восточная граница территории Вашингтон, сплошными линиями — современные границы штатов. Слева — штат Айдахо, сверху — Монтана, справа снизу — Вайоминг

4 марта 1863 года из территорий Дакота, Небраска и Вашингтон была образована территория Айдахо. Вначале в неё входили все земли нынешних штатов Айдахо и Монтаны и бо́льшая часть Вайоминга. 26 мая 1864 года от Айдахо отделилась территория Монтана, а большая часть Вайоминга отошла территории Дакота. Очертания Айдахо окончательно оформились, когда 25 июля 1868 года земли восточнее 111° западной долготы отошли территории Вайоминг.
Из-за значительного расстояния между столицей США Вашингтоном и столицей Айдахо Бойсе между датой назначения и вступления губернаторов в должности зачастую проходило немало времени. Четверо губернаторов даже успели подать в отставку ещё до прибытия в Айдахо. В изложенных ниже списках приведены даты вступления губернаторов в должности.
| Губернатор, имя в оригинале, годы жизни | Губернатор, имя в оригинале, годы жизни         | Изображение | Вступление в должность | Уход в отставку      | Президент          | Комментарии |
| --------------------------------------- | ----------------------------------------------- | ----------- | ---------------------- | -------------------- | ------------------ | --- |
|                                         | Уильям Уоллес William H. Wallace 1811—1879      |             | 10 июля 1863 года      | 31 января 1864 года  | Авраам Линкольн    | Ушёл в отставку, чтобы занять должность делегата в Конгрессе США от территории Айдахо. |
|                                         | Калеб Лайон Caleb Lyon 1822—1875                |             | 12 марта 1864 года     | 14 июня 1866 года    | Авраам Линкольн    | |
|                                         | Дэвид Баллард David W. Ballard 1824—1883        |             | 14 июня 1866 года      | 16 июля 1870 года    | Эндрю Джонсон      | |
|                                         | Джон Мёрфи John Miller Murphy                   |             | 2 января 1867 года     | —                    | Эндрю Джонсон      | Мёрфи был назначен губернатором, но не получил поддержки республиканцев Айдахо, забаллотировавших одобрение его кандидатуры в Конгрессе. |
|                                         | Джордж Бейтс George Caesar Bates                |             | 6 марта 1867 года      | —                    | Эндрю Джонсон      | Кандидатура Бейтса вынесена президентом Джонсоном на рассмотрение Сената, но не нашла поддержки у радикальных республиканцев. |
|                                         | Айзек Гиббс Isaac Lewis Gibbs                   |             | 19 июля 1867 года      | —                    | Эндрю Джонсон      | Назначен губернатором, однако на следующий же день освобождён от должности. |
|                                         | Самюэл Бард Samuel Bard 1825—1878               |             | 4 февраля 1870 года    | —                    | Улисс Грант        | Назначен на должность губернатора, но ушёл в отставку в апреле 1870 года в пользу должности почтмейстера в Атланте. |
|                                         | Гилман Марстон Gilman Marston 1811—1890         |             | 24 мая 1870 года       | —                    | Улисс Грант        | Был назначен губернатором, но ушёл в отставку в декабре 1870 года до прибытия в Айдахо. |
|                                         | Александер Коннер Alexander H. Conner 1831—1891 |             | 21 июня 1870 года      | —                    | Улисс Грант        | Был назначен губернатором, но отклонил предложение. |
|                                         | Эбенизер Дюмонт Ebenezer Dumont 1814—1871       |             | 15 марта 1870 года     | —                    | Улисс Грант        | Дюмонт скончался 16 апреля 1871 года, не успев присягнуть на должность губернатора. |
|                                         | Томас Боуэн Thomas M. Bowen 1835—1906           |             | 7 июля 1871 года       | 5 сентября 1871 года | Улисс Грант        | По прибытии в штат Боуэн разочаровался в увиденных землях и вскоре подал в отставку. |
|                                         | Томас Беннетт Thomas W. Bennett 1831—1893       |             | 26 декабря 1871 года   | 3 марта 1875 года    | Улисс Грант        | Беннетт подал в отставку в пользу должности делегата от территории Айдахо. |
|                                         | Дэвид Томпсон David P. Thompson 1834—1901       |             | 6 апреля 1876 года     | 31 июля 1876 года    | Улисс Грант        | Томпсон покинул Айдахо в мае 1876 года для участия в национальном съезде Республиканской партии в Цинциннати. Там же он подал в отставку после того как узнал, что федеральные чиновники не имеют права исполнять правительственные контракты. |
|                                         | Мейсон Брейман Mason Brayman 1813—1895          |             | 1 августа 1876 года    | 4 августа 1880 года  | Улисс Грант        | Губернаторство Бреймана было приостановлено президентом Хейсом 8 июня 1878 года, и вместо него был назначен Джон Хойт. Однако тот отказался от предложенной должности. |
|                                         | Джон Хойт John Ph. Hoyt 1841—1926               |             | 8 июня 1878 года       | —                    | Ратерфорд Хейс     | Хойт был назначен на должность губернатора 8 июня 1878 года, однако получил отказ от Сената США из-за слишком долгого рассмотрения предложения. Он был повторно назначен на должность 7 августа 1878 года, однако отказался от должности после ознакомления с причинами приостановки губернаторства Бреймана. Вместо этого Хойт занял должность в Верховном суде штата Вашингтон. |
|                                         | Джон Нил John Baldwin Neil 1842—1902            |             | 4 августа 1880 года    | 24 апреля 1883 года  | Ратерфорд Хейс     | |
|                                         | Джон Ирвин John N. Irwin 1844—1905              |             | 5 марта 1883 года      | 20 декабря 1883 года | Честер Артур       | Ирвин покинул территорию Айдахо в мае 1883 года и больше туда так и не вернулся. Чеки на зарплату, выписанные ему с июля по декабрь 1883 года, он вернул в казначейство. |
|                                         | Уильям Бунн William M. Bunn 1842—1923           |             | 26 июня 1884 года      | 9 июля 1885 года     | Честер Артур       | Бунн уехал из Айдахо в Филадельфию 17 апреля 1885 года, где впоследствии ушёл в отставку 3 июля 1885 года |
|                                         | Эдвард Стивенсон Edward A. Stevenson 1831—1895  |             | 10 октября 1885 года   | 1 апреля 1889 года   | Стивен Кливленд    | |
|                                         | Джордж Шуп George L. Shoup 1836—1904            |             | 1 мая 1889 года        | 3 июля 1890 года     | Бенджамин Гаррисон | |

### Губернаторы штата Айдахо

Айдахо на карте США

3 июля 1890 года Айдахо получил статус штата. История Айдахо насчитывает 32 губернаторов, двое из которых, Боттолфсен и Эндрюс, занимали пост дважды. Губернатор и вице-губернатор избираются на четырёхлетний срок, начинающийся в первый понедельник первого января, следующего за избранием. До 1946 года губернатор и вице-губернаторы избирались на два года. В случае, если губернатор находится в отъезде из штата, неспособен исполнять свои обязанности, или должность губернатора вакантна, то его обязанности исполняет вице-губернатор. Если же и вице-губернатор неспособен исполнять обязанности, то его заменяет временный председатель Сената Айдахо, которого в свою очередь заменяет спикер Палаты представителей Айдахо. Губернатор имеет право переизбираться неограниченное количество раз.
| #  | Губернатор    | Губернатор                                       | Изображение | Вступление в должность | Уход в отставку      | Вице-губернатор | Вице-губернатор | Комментарии |
| -- | ------------- | ------------------------------------------------ | ----------- | ---------------------- | -------------------- | --------------- | --------------- | --- |
| 1  |               | Джордж Шуп George L. Shoup 1836—1904             |             | 1 октября 1890 года    | 18 декабря 1890 года |                 | Норман Уилли    | Подал в отставку в пользу должности в Сенате США.                                                                             |
| 2  |               | Норман Уилли Norman Willey 1838—1921             |             | 18 декабря 1890 года   | 2 января 1893 года   |                 | Джон Грей       | Как вице-губернатор, перенял должность у Джорджа Шупа.                                                                        |
| 3  |               | Уильям Мак-Коннелл William McConnell 1839—1925   |             | 2 января 1893 года     | 4 января 1897 года   |                 | Ф. Уиллис       | |
| 3  | Ф. Миллс      | Уильям Мак-Коннелл William McConnell 1839—1925   |             | 2 января 1893 года     | 4 января 1897 года   |                 |                 | |
| 4  |               | Фрэнк Стюненберг Frank Steunenberg 1861—1905     |             | 4 января 1897 года     | 7 января 1901 года   |                 | Джордж Мур      | Спустя 4 года после губернаторства убит взрывом бомбы во дворе собственного дома.                                             |
| 4  | Дж. Хатчинсон | Фрэнк Стюненберг Frank Steunenberg 1861—1905     |             | 4 января 1897 года     | 7 января 1901 года   |                 |                 | Спустя 4 года после губернаторства убит взрывом бомбы во дворе собственного дома.                                             |
| 5  |               | Фрэнк Хант Frank Hunt 1871—1906                  |             | 7 января 1901 года     | 5 января 1903 года   |                 | Томас Террелл   | |
| 6  |               | Джон Моррисон John Morrison 1860—1915            |             | 5 января 1903 года     | 2 января 1905 года   |                 | Джеймс Стивенс  | |
| 7  |               | Фрэнк Гудинг Frank Gooding 1859—1928             |             | 2 января 1905 года     | 4 января 1909 года   |                 | Бёрпи Стивс     | |
| 7  | Эзра Бёррелл  | Фрэнк Гудинг Frank Gooding 1859—1928             |             | 2 января 1905 года     | 4 января 1909 года   |                 |                 | |
| 8  |               | Джеймс Брэйди James Brady 1862—1929              |             | 4 января 1909 года     | 2 января 1911 года   |                 | Льюис Суитсер   | |
| 9  |               | Джеймс Хоули James Hawley 1847—1929              |             | 2 января 1911 года     | 6 января 1913 года   |                 | Льюис Суитсер   | |
| 10 |               | Джон Хейнс John Haines 1863—1917                 |             | 6 января 1913 года     | 4 января 1915 года   |                 | Херман Тейлор   | |
| 11 |               | Мозес Александер Moses Alexander 1853—1932       |             | 4 января 1915 года     | 6 января 1919 года   |                 | Херман Тейлор   | Первый губернатор Айдахо еврейского происхождения.                                                                            |
| 11 | Эрнест Паркер | Мозес Александер Moses Alexander 1853—1932       |             | 4 января 1915 года     | 6 января 1919 года   |                 |                 | Первый губернатор Айдахо еврейского происхождения.                                                                            |
| 12 |               | Дэвид Дейвис David Davis 1873—1959               |             | 6 января 1919 года     | 1 января 1923 года   |                 | Чарльз Мур      | |
| 13 |               | Чарльз Мур Charles Moore 1866—1958               |             | 1 января 1923 года     | 3 января 1927 года   |                 | Генри Болдридж  | |
| 14 |               | Генри Болдридж Henry Baldridge 1868—1947         |             | 3 января 1927 года     | 5 января 1931 года   |                 | О. Хейли        | |
| 14 | У. Кинн       | Генри Болдридж Henry Baldridge 1868—1947         |             | 3 января 1927 года     | 5 января 1931 года   |                 |                 | |
| 14 | О. Хейли      | Генри Болдридж Henry Baldridge 1868—1947         |             | 3 января 1927 года     | 5 января 1931 года   |                 |                 | |
| 15 |               | Чарльз Росс Charles Ross 1876—1946               |             | 5 января 1931 года     | 4 января 1937 года   |                 | Дж. Микс        | |
| 15 | Джордж Хилл   | Чарльз Росс Charles Ross 1876—1946               |             | 5 января 1931 года     | 4 января 1937 года   |                 |                 | |
| 15 | Дж. Микс      | Чарльз Росс Charles Ross 1876—1946               |             | 5 января 1931 года     | 4 января 1937 года   |                 |                 | |
| 16 |               | Барзилла Кларк Barzilla Clark 1880—1943          |             | 4 января 1937 года     | 2 января 1939 года   |                 | Чарльз Госсетт  | |
| 17 |               | Клэренс Боттолфсен Clarence Bottolfsen 1891—1964 |             | 2 января 1939 года     | 6 января 1941 года   |                 | Доналд Уайтхед  | |
| 18 |               | Чейз Кларк Chase Clark 1868—1966                 |             | 6 января 1941 года     | 4 января 1943 года   |                 | Чарльз Госсетт  | |
| 19 |               | Клэренс Боттолфсен Clarence Bottolfsen 1891—1964 |             | 4 января 1943 года     | 1 января 1945 года   |                 | Эдвин Нельсон   | |
| 20 |               | Чарльз Госсетт Charles Gossett 1888—1974         |             | 1 января 1945 года     | 17 ноября 1945 года  |                 | Арнольд Уильямс | Подал в отставку в пользу должности сенатора США.                                                                             |
| 21 |               | Арнольд Уильямс Arnold Williams 1898—1970        |             | 17 ноября 1945 года    | 6 января 1947 года   |                 | А. Мак-Кейб     | Как вице-губернатор, перенял должность у Чарльза Госсетта.                                                                    |
| 22 |               | Чарльз Робинс Charles Robins 1884—1970           |             | 6 января 1947 года     | 1 января 1951 года   |                 | Доналд Уайтхед  | Стал первым губернатором, избранным после увеличения срока губернаторства до четырёх лет.                                     |
| 23 |               | Леонард Джордан Leonard Jordan 1899—1983         |             | 1 января 1951 года     | 3 января 1955 года   |                 | Эдсон Дил       | |
| 24 |               | Роберт Смайли Robert Smylie 1914—2004            |             | 3 января 1955 года     | 2 января 1967 года   |                 | Дж. Ларсен      | |
| 24 | У. Древлоу    | Роберт Смайли Robert Smylie 1914—2004            |             | 3 января 1955 года     | 2 января 1967 года   |                 |                 | |
| 25 |               | Дон Самюэлсон Don Samuelson 1913—2000            |             | 2 января 1967 года     | 4 января 1971 года   |                 | Джек Мёрфи      | |
| 26 |               | Сесил Эндрюс Cecil Andrus 1931—2017              |             | 4 января 1971 года     | 24 января 1977 года  |                 | Джек Мёрфи      | Подал в отставку в пользу должности министра внутренних дел.                                                                  |
| 26 | Джон Эванс    | Сесил Эндрюс Cecil Andrus 1931—2017              |             | 4 января 1971 года     | 24 января 1977 года  |                 |                 | Подал в отставку в пользу должности министра внутренних дел.                                                                  |
| 27 |               | Джон Эванс John Evans 1925—2014                  |             | 24 января 1977 года    | 5 января 1987 года   |                 | Уильям Мёрфи    | Как вице-губернатор, перенял у Сесила Эндрюса должность губернатора.                                                          |
| 27 | Фил Батт      | Джон Эванс John Evans 1925—2014                  |             | 24 января 1977 года    | 5 января 1987 года   |                 |                 | Как вице-губернатор, перенял у Сесила Эндрюса должность губернатора.                                                          |
| 27 | Дэвид Лерой   | Джон Эванс John Evans 1925—2014                  |             | 24 января 1977 года    | 5 января 1987 года   |                 |                 | Как вице-губернатор, перенял у Сесила Эндрюса должность губернатора.                                                          |
| 28 |               | Сесил Эндрюс Cecil Andrus 1931—2017              |             | 5 января 1987 года     | 2 января 1995 года   |                 | Бутч Оттер      | |
| 29 |               | Фил Батт Phil Batt 1927—2023                     |             | 2 января 1995 года     | 4 января 1999 года   |                 | Бутч Оттер      | |
| 30 |               | Дирк Кемпторн Dirk Kempthorne род. 1951          |             | 4 января 1999 года     | 26 мая 2006 года     |                 | Бутч Оттер      | Подал в отставку в пользу должности министра внутренних дел США.                                                              |
| 30 | Джек Риггс    | Дирк Кемпторн Dirk Kempthorne род. 1951          |             | 4 января 1999 года     | 26 мая 2006 года     |                 |                 | Подал в отставку в пользу должности министра внутренних дел США.                                                              |
| 30 | Джим Риш      | Дирк Кемпторн Dirk Kempthorne род. 1951          |             | 4 января 1999 года     | 26 мая 2006 года     |                 |                 | Подал в отставку в пользу должности министра внутренних дел США.                                                              |
| 31 |               | Джим Риш Jim Risch род. 1943                     |             | 26 мая 2006 года       | 1 января 2007 года   |                 | Марк Рикс       | Как вице-губернатор, перенял должность губернатора у Дирка Кемпторна; позже подал в отставку в пользу должности сенатора США. |
| 32 |               | Бутч Оттер Butch Otter род. 1942                 |             | 1 января 2007 года     | 2019 год             |                 | Джим Риш        | [ 4 ] |
| 33 |               | Брэд Литтл Brad Little род. 1954                 |             | 7 января 2019 года     | —                    |                 | Дженис Макгичин | |
| 33 | Скотт Бедке   | Брэд Литтл Brad Little род. 1954                 |             | 7 января 2019 года     | —                    |                 |                 | |

## Другие должности губернаторов
Шестнадцать губернаторов Айдахо избирались на другие высокие посты. Восемь из девяти губернаторов в разное время были сенаторами от Айдахо. Трое губернаторов были делегатами в Палате представителей. Губернатор территории Айдахо Ирвин позднее стал губернатором территории Аризона и послом в Португалии. Также послом, но в Османской империи был Дэвид Томпсон. Сесил Эндрюс и Дирк Кемпторн были министрами внутренних дел. Шестеро губернаторов подали в отставку в пользу другой должности (помечены знаком *). Делегат и сенатор от Нью-Гэмпшира Гилман Марстон и губернатор территории Аризона Джон Фило Хойт были в разное время назначены губернаторами Айдахо, но к обязанностям не приступили. Перечисленные ниже делегаты и сенаторы представляли Айдахо, если не указано обратного.
| Имя                | Должности | Источники |
| ------------------ | --- | --------- |
| Уильям Уоллес      | Член Палаты представителей от территории Айдахо, член Палаты представителей от территории Вашингтон, был назначен губернатором территории Вашингтон, но не вступил в должность | [ 40 ]    |
| Калеб Лайон        | Член Палаты представителей от штата Нью-Йорк | [ 41 ]    |
| Томас Боуэн        | Сенатор от Колорадо | [ 42 ]    |
| Томас Беннетт      | Делегат от территории Айдахо* | [ 43 ]    |
| Дэвид Томпсон      | Посол США в Османской империи | [ 44 ]    |
| Джон Ирвин         | Губернатор территории Аризона, посол США в Португалии | [ 45 ]    |
| Джордж Шуп         | Сенатор* | [ 46 ]    |
| Уильям Мак-Коннелл | Сенатор | [ 47 ]    |
| Фрэнк Гудинг       | Сенатор | [ 48 ]    |
| Джеймс Брэйди      | Сенатор | [ 49 ]    |
| Чарльз Госсетт     | Сенатор* | [ 50 ]    |
| Леонард Джордан    | Сенатор | [ 51 ]    |
| Сесил Эндрюс       | Министр внутренних дел* | [ 52 ]    |
| Дирк Кемпторн      | Министр внутренних дел* | [ 53 ]    |
| Джим Риш           | Сенатор | [ 54 ]    |
| Бутч Оттер         | Член Палаты представителей от Айдахо | [ 55 ]    |

## Комментарии
1. ↑  Скончался будучи в должности[28].
2. ↑  Подал в отставку в пользу должности в Палате представителей США[34].